# Рудня (Овруцька міська громада, колишня Руднянська сільська рада)
Ру́дня (колишня назва Рудня-Мічна) — село в Україні, в Коростенському районі Житомирської області. Входить до складу Овруцької міської громади. Населення становить 99 осіб. Відстань до центру громади становить 25 км і проходить автошляхом М21. Поблизу Рудні розташований пункт контролю Виступовичі між Україною та Білоруссю.

## Географія
На північному сході від села річка Дала впадає у Лизницю, ліву притоку Жерева.

## Історія
У 1906 році Мечна, рудня Гладковицької волості Овруцького повіту Волинської губернії. Відстань від повітового міста 33 версти, від волості 28. Дворів 40, мешканців 269.

## Населення
Згідно з переписом УРСР 1989 року чисельність наявного населення села становила 342 особи, з яких 148 чоловіків та 194 жінки.
За переписом населення України 2001 року в селі мешкало 99 осіб.

### Мова
Розподіл населення за рідною мовою за даними перепису 2001 року:
| Мова       | Відсоток |
| ---------- | -------- |
| українська | 92,93 %  |
| білоруська | 4,04 %   |
| російська  | 3,03 %   |

## Постаті
- Базовський Олександр Миколайович (1976—2014) — солдат Збройних сил України, учасник російсько-української війни.